# Türkiye 2. Futbol Ligi 1963/64
Die Türkiye 2. Futbol Ligi 1963/64 war die erste Spielzeit der zweithöchsten türkischen Spielklasse im professionellen Männer-Fußball. Sie wurde am 5. September 1963 mit dem 1. Spieltag begonnen und am 18. April 1964 mit dem 24. und letzten Spieltag abgeschlossen.
In der Saison 1963/64 wurde die Liga als eingleisige Liga mit 13 Mannschaften gegründet. Hauptgrund für die Ligagründung war: Im Sommer 1959 wurde die erste landesweit ausgetragene professionale Liga im türkischen Fußball, die Milli Lig mit heutigem Namen die Süper Lig, eingeführt. In den ersten fünf Spielzeiten dieser Liga ergab sich das Bild, dass lediglich Mannschaften aus den drei Großstädten Istanbul, Ankara und Izmir am Spielgeschehen teilnahmen und die restlichen Provinzen der Türkei der Liga fernblieben. Lediglich Adana Demirspor aus der viertgrößten Stadt Adana schaffte es im Sommer 1960 in die Milli Lig, stieg aber bereits nach einer Saison wieder ab.
Nach diesen Entwicklungen beschloss der türkische Fußballverband Anfang der 1960er Jahre ein Projekt zu starten, wodurch alle Provinzen der Türkei am Profifußballgeschehen teilhaben konnten. Zu diesem Zweck wurde landesweit den Gouverneuren und Notabeln aller Provinzen mitgeteilt, dass sie, falls nicht vorhanden, durch die Gründung eines konkurrenzfähigen Fußballvereins, ihre Provinz in dieser Liga vertreten könnten. Dadurch wurden binnen weniger Jahre neue Vereine gegründet und die Teilnahme an dieser Liga beantragt. So wurde die zweithöchste Spielklasse, die Türkiye 2. Futbol Ligi, mit der Spielzeit 1963/64 das erste Mal gestartet. Da die Provinzen die Vereinsgründung, die Erfüllung der Auflagen bzw. die Teilnahme unterschiedlich schnell beantragten, wurde die Liga in ihrer ersten Spielzeiten wieder mit Mannschaften überwiegend aus den vier größten Städten Istanbul, Ankara, Izmir und Adana gespielt. Nur mit Çukurova İdman Yurdu und Bursaspor nahmen zwei Mannschaften aus anderen Provinzen am Spielgeschehen teil.
Zu Saisonbeginn waren zu den zwei Absteigern aus der 1. Lig Karagümrük SK, Şekerspor, die elf Neulinge Adana Demirspor, Beylerbeyi SK, Vefa SK, Çukurova İdman Yurdu, Ülküspor, Sarıyer GK, Bursaspor, Yeşildirek SK, Ankara Güneşspor, Altındağspor und İzmir Demirspor hinzugekommen. Die Neulinge waren entweder aus den damals drittklassigen regionalen Amateurligen als Meister aufgenommen wurden oder hatten die Auflagen des türkischen Fußballverbandes erfüllt und durften in der neugeschaffenen Liga teilnehmen.
Şekerspor erreichte die Meisterschaft der 2. Lig und damit den direkten Wiederaufstieg in die 1. Lig.
Zu Saisonbeginn änderte der Verein Şeker Hilal Spor Kulübü, kurz Şeker Hilal SK, seinen Vereinsnamen in Şekerspor Kulübü, kurz Şekerspor, um. Als Tabellenletzter stieg Izmir Demirspor von der Liga ab und wurde somit der erste Absteiger der 2. Lig.

## Abschlusstabelle
| Pl. | Verein               | Sp. | S  | U  | N  | Tore    | Quote | Punkte |
| --- | -------------------- | --- | -- | -- | -- | ------- | ----- | ------ |
| 1.  | Ankara Şekerspor (A) | 24  | 18 | 4  | 2  | 044:100 | 4,40  | 40:80  |
| 2.  | Adana Demirspor      | 24  | 17 | 4  | 3  | 030:100 | 3,00  | 38:10  |
| 3.  | Beylerbeyi SK        | 24  | 9  | 7  | 8  | 025:240 | 1,04  | 25:23  |
| 4.  | Vefa SK              | 24  | 9  | 7  | 8  | 027:280 | 0,96  | 25:23  |
| 5.  | Çukurova İdman Yurdu | 24  | 10 | 5  | 9  | 029:310 | 0,94  | 25:23  |
| 6.  | Ülküspor             | 24  | 9  | 6  | 9  | 019:240 | 0,79  | 24:24  |
| 7.  | Sarıyer GK           | 24  | 6  | 10 | 8  | 023:250 | 0,92  | 22:26  |
| 8.  | Bursaspor            | 24  | 7  | 8  | 9  | 022:260 | 0,85  | 22:26  |
| 9.  | Karagümrük SK (A)    | 24  | 7  | 7  | 10 | 030:290 | 1,03  | 21:27  |
| 10. | Yeşildirek SK (A)    | 24  | 7  | 6  | 11 | 026:310 | 0,84  | 20:28  |
| 11. | Ankara Güneşspor     | 24  | 7  | 4  | 13 | 030:360 | 0,83  | 18:30  |
| 12. | Altındağspor         | 24  | 5  | 6  | 13 | 018:200 | 0,90  | 16:32  |
| 13. | Izmir Demirspor      | 24  | 6  | 4  | 14 | 026:450 | 0,58  | 16:32  |

Platzierungskriterien: 1. Punkte – 2. Torquotient
| (A) | Absteiger aus der Millî Lig 1962/63 |

## Kreuztabelle
Die Kreuztabelle stellt die Ergebnisse aller Spiele dieser Saison dar. Die Heimmannschaft ist in der linken Spalte, die Gastmannschaft in der oberen Zeile aufgelistet.
| 1963/64              | Şekerspor | Adana Demirspor | Beylerbeyi SK | Vefa SK | Çukurova İdman Yurdu | Ülküspor | Sarıyer GK | Bursaspor | Karagümrük SK | Yeşildirek SK | Ankara Güneşspor | Altındağspor | Izmir Demirspor |
| -------------------- | --------- | --------------- | ------------- | ------- | -------------------- | -------- | ---------- | --------- | ------------- | ------------- | ---------------- | ------------ | --------------- |
| Şekerspor            |           | 1:0             | 1:0           | 0:0     | 2:0                  | 1:0      | 4:0        | 4:0       | 3:0           | 4:1           | 3:0              | 2:1          | 3:1             |
| Adana Demirspor      | 1:0       |                 | 2:1           | 2:0     | 2:1                  | 1:0      | 1:0        | 2:0       | 2:0           | 1:0           | 1:0              | 1:0          | 4:1             |
| Beylerbeyi SK        | 4:2       | 0:2             |               | 1:1     | 1:0                  | 2:0      | 1:0        | 1:0       | 2:1           | 1:0           | 2:1              | 0:0          | 1:0             |
| Vefa SK              | 0:1       | 1:0             | 2:0           |         | 3:1                  | 3:1      | 1:0        | 1:2       | 1:1           | 3:1           | 1:0              | 0:0          | 2:1             |
| Çukurova İdman Yurdu | 0:1       | 0:0             | 1:1           | 2:1     |                      | 2:1      | 1:0        | 3:0       | 2:2           | 2:1           | 2:0              | 3:1          | 2:0             |
| Ülküspor             | 0:1       | 0:0             | 2:1           | 2:0     | 0:0                  |          | 1:1        | 0:0       | 1:0           | 1:0           | 2:1              | 1:1          | 2:1             |
| Sarıyer GK           | 1:1       | 0:0             | 1:1           | 2:2     | 1:2                  | 0:0      |            | 1:1       | 1:0           | 1:0           | 3:2              | 1:1          | 4:1             |
| Bursaspor            | 1:1       | 0:0             | 1:0           | 2:0     | 1:0                  | 5:0      | 1:1        |           | 0:0           | 0:2           | 1:1              | 1:0          | 4:2             |
| Karagümrük SK        | 0:0       | 0:1             | 1:1           | 2:0     | 7:0                  | 2:0      | 0:1        | 0:0       |               | 2:1           | 2:1              | 1:0          | 4:2             |
| Yeşildirek SK        | 0:1       | 1:2             | 2:2           | 3:0     | 1:1                  | 2:0      | 1:1        | 2:1       | 1:1           |               | 1:0              | 2:1          | 1:0             |
| Ankara Güneşspor     | 0:2       | 1:2             | 1:0           | 2:2     | 2:1                  | 0:1      | 1:3        | 2:0       | 4:3           | 5:2           |                  | 2:1          | 3:0             |
| Altındağspor         | 0:3       | 0:3             | 1:0           | 1:2     | 1:0                  | 0:2      | 1:0        | 2:1       | 3:0           | 0:0           | 1:1              |              | 1:2             |
| Izmir Demirspor      | 0:3       | 3:0             | 2:2           | 1:1     | 2:3                  | 0:2      | 1:0        | 1:0       | 2:1           | 1:1           | 0:0              | 2:1          |                 |